# Guild (série de jeux vidéo)
Pour les articles homonymes, voir Guild (homonymie).

Guild est une série de jeux vidéo édités par Level-5 comportant deux épisodes qui compilent sept jeux.

## Guild01
Guild01 est sorti sur Nintendo 3DS le 31 mai 2012. Il contient :
- Liberation Maiden, shoot 'em up développé par Grasshopper Manufacture (le jeu est sorti séparément en 2013 sur iOS
- Aero Porter, jeu de simulation développé par Vivarium Inc.
- Crimson Shroud, jeu de rôle développé par Nex Entertainment
- Weapon Shop de Omasse, jeu de rythme développé par Nex Entertainment

La compilation a obtenu la note de 32/40 dans Famitsu et 4/10 sur Gamekult.

## Guild02
Guild02 est sorti sur Nintendo 3DS le 13 mars 2013. Il contient :
- Attack of the Friday Monsters!, simulation de vie développée par Millennium Kitchen et Aquria
- Bugs vs. Tanks, jeu de combat de tanks développé par Comcept et Natsume (conçu par Keiji Inafune)
- The Starship Damrey, survival horror conçu par Kazuya Asano et Takemaru Abiko